# Tianjin Health Industry Park 2014
Il Tianjin Health Industry Park 2014 è stato un torneo di tennis facente parte della categoria ATP Challenger Tour nell'ambito dell'ATP Challenger Tour 2014. È stata la q edizione del torneo che si è giocato a Tientsin in Cina dal 16 al 22 giugno 2014 su campi in cemento e aveva un montepremi di 50 000 $+H.

## Partecipanti singolare

### Teste di serie
| Nazionalità   | Giocatore             | Ranking* | Testa di serie |
| ------------- | --------------------- | -------- | -------------- |
| Slovenia      | Blaž Kavčič           | 133      | 1              |
| Russia        | Aleksandr Kudrjavcev  | 184      | 2              |
| Cina          | Wu Di                 | 238      | 3              |
| Russia        | Valery Rudnev         | 268      | 4              |
| Francia       | Josselin Ouanna       | 269      | 5              |
| India         | Jeevan Nedunchezhiyan | 295      | 6              |
| Giappone      | Shuichi Sekiguchi     | 303      | 7              |
| Taipei cinese | Chen Ti               | 309      | 8              |

- Ranking al 9 giugno 2014.

### Altri partecipanti
Giocatori che hanno ricevuto una wild card:
- Li Zhe
- Gong Maoxin
- Yan Bai
- Wang Chuhan

Giocatori che sono passati dalle qualificazioni:
- Ryan Agar
- Lu Yang
- Mikhail Ledovskikh
- Liu Siyu

## Partecipanti doppio

### Teste di serie
| Nazionalità   | Giocatore    | Nazionalità   | Giocatore       | Ranking* | Testa di serie |
| ------------- | ------------ | ------------- | --------------- | -------- | -------------- |
| Australia     | Jordan Kerr  | Francia       | Fabrice Martin  | 371      | 1              |
| Giappone      | Hiroki Kondo | Taipei cinese | Lee Hsin-han    | 429      | 2              |
| Taipei cinese | Chen Ti      | Corea del Sud | Lim Yong-kyu    | 436      | 3              |
| Australia     | Ryan Agar    | Taipei cinese | Huang Liang-chi | 490      | 4              |

- Ranking al 9 giugno 2014.

### Altri partecipanti
Coppie che hanno ricevuto una wild card:
- Ning Yuqing /  Ouyang Bowen
- Bai Yan /  Wu Di
- Gao Xin /  Wang Chuhan

## Vincitori

### Singolare
Blaž Kavčič ha battuto in finale  Aleksandr Kudrjavcev con il punteggio di 6–2, 3–6, 7–5

### Doppio
Robin Kern /  Josselin Ouanna hanno battuto in finale  Jason Jung /  Evan King con il punteggio di 6(3)–7, 7–5, [10-8]